# Coccodinium
Coccodinium är ett släkte av svampar. Coccodinium ingår i familjen Coccodiniaceae, ordningen Chaetothyriales, klassen Eurotiomycetes, divisionen sporsäcksvampar och riket svampar.
|             | Microxiphium                            |
|             |                                         |
|             | Naetrocymbe                             |
|             |                                         |
|             | Dennisiella                             |
|             |                                         |
|             | Bisbyopeltis                            |
|             |                                         |
| Coccodinium | \| \| Coccodinium bartschii \| \| \| \| |
|             | \| \| Coccodinium bartschii \| \| \| \| |
|             | Coccodinium bartschii                   |
|             |                                         |

|  | Coccodinium bartschii |
|  |                       |